# Deutsche Biographie
La Deutsche Biographie (DtBio) est un ouvrage de référence biographique librement accessible sous forme de base de données en ligne. La période couverte par le rapport s'étend du Moyen Âge à nos jours. L'objectif de Deutsche Biographie est de fournir « une expertise lexicale structurée avec des informations sur [...] des personnalités de l'espace culturel germanophone ». Il est géré par la Commission historique de l'Académie bavaroise des sciences et la Bibliothèque d'État de Bavière.
La base de données est fondée en 2001 en tant que "registre numérique" pour la Allgemeine Deutsche Biographie (ADB) et Neue Deutsche Biographie (NDB). Depuis 2010, il est successivement étendu pour devenir le système central d'information historique et biographique pour la région germanophone. La Deutsche Biographie contient « des informations valides sur plus de 730 000 personnes » (Commission historique : Rapport annuel 2016 ). 
Après l'achèvement de la Neuen Deutschen Biographie en 28 volumes, les nouveaux articles ne seront plus imprimés, mais uniquement publiés sous forme numérique dans le cadre du projet de suivi NDB-online (de).

## Histoire

### Phase de démarrage

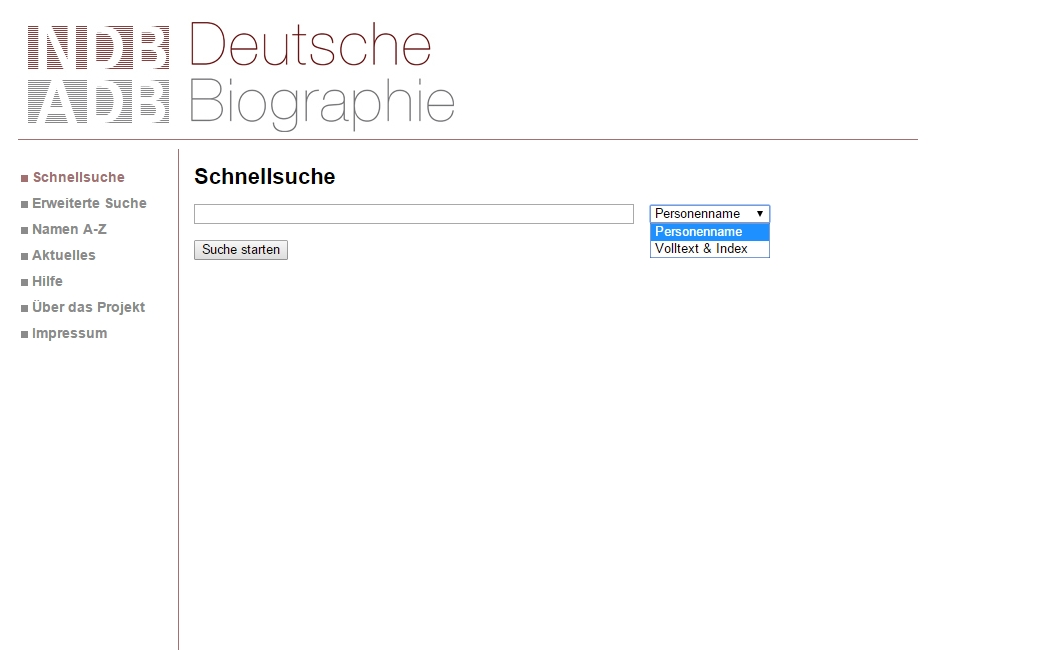
Le « ADB-/NDB-Register » (2012)

L'offre conjointe de la Commission historique de l'Académie bavaroise des sciences et de la Bibliothèque d'État de Bavière (BSB) est basée sur les deux ouvrages standards :
- Allgemeine Deutsche Biographie (ADB), publiée de 1875 à 1912 (56 volumes avec environ 26 500 articles)
- Neue Deutsche Biographie (NDB), 1953 et suivantes (étendu à 28 volumes ; volumes 1-26 avec environ 22 300 articles)

La Deutsche Biographie est fondée en août 2001 en tant que "registre numérique" (registre ADB/NDB). L'équipe éditoriale du NDB est responsable du contenu de la base de données et le Centre de numérisation de Munich (MDZ) de l'interface WWW. La Elektronische Allgemeine Deutsche Biographie (E-ADB) suit en mai 2003, basée sur les pages numérisées de l'ADB.

### Expansion

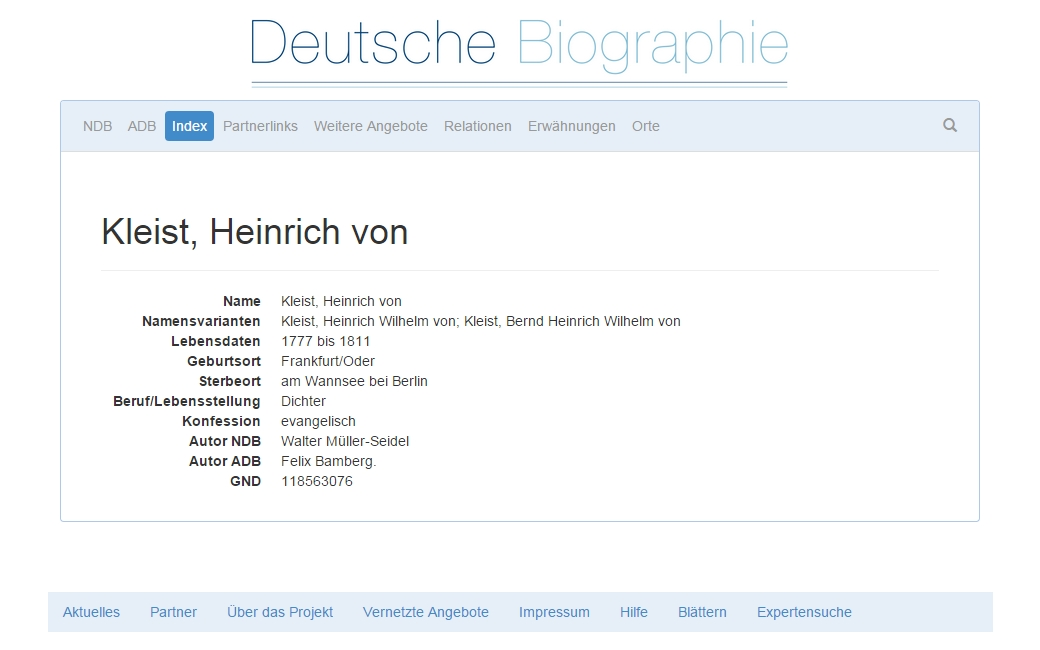
Ensemble de données sur Heinrich von Kleist (2015)

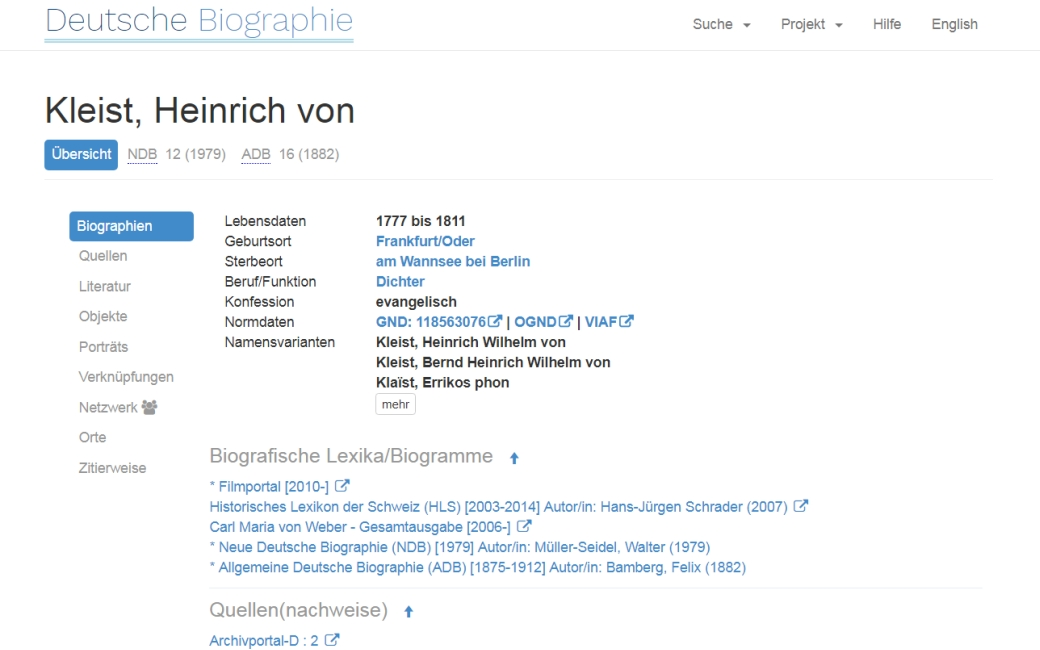
Ensemble de données sur Heinrich von Kleist (2017)

Dans le cadre d'un projet soutenu par la Fondation allemande pour la recherche (DFG), la Allgemeine Deutsche Biographie et la Neue Deutsche Biographie (volumes 1 à 22) sont mises à disposition sous forme de textes intégraux électroniques en février 2010 et le site Web est largement renouvelé. En 2010, le « Registre ADB/NDB » contient un total de 130 000 entrées.
Depuis 2010, l'offre de notices biographiques a plus que doublé. Une demande de suivi approuvée par la DFG fin février 2012 permet de franchir une nouvelle étape dans le développement de la base de données en un système d'information historique et biographique central pour l'espace germanophone .
À la suite de la phase d'expansion de 2012 à 2014, "la présence en ligne étendue et mise à jour" de Deutsche Biographie est activée en décembre 2014 avec environ 268 000 entrées. Entre autres choses, tous les noms sont comparés et liés au Gemeinsame Normdatei (GND).

### Phase de financement DFG 2014-2016
Depuis juillet 2014, le projet est piloté par Malte Rehbein (de), qui enseigne les "Humanités numériques" à l'Université de Passau.
Dans le cadre de la demande de suivi approuvée par la DFG en octobre 2014, la "coopération avec les institutions qui s'occupent des biens culturels nationaux" est encore élargie. Parmi les nouveaux partenaires figurent la Bibliothèque d'État de Berlin, l'AdW de Mayence, l'Institut allemand du film et la SLUB Dresde. Dans le rapport annuel 2014 de la Commission historique, il est écrit : « Dans le cadre de la nouvelle application DFG, l'objectif est de doubler à nouveau le nombre de personnalités pouvant être recherchées dans la Deutschen Biographie pour atteindre environ 500 000. Le traitement sémantique et la visualisation (analyse de réseau) doivent également être continuellement étendus.
Depuis la fin de la phase de financement DFG 2014-2016, environ 540 000 personnes peuvent être recherchées à l'aide de Deutsche Biographie. Les plus grands partenaires en nombre sont désormais Kalliope, filmportal.de et les Jahresberichte für deutsche Geschichte (de)

### Phase de financement DFG 2017-2019
Une autre phase de financement DFG est prévue pour 2017-2019, dans laquelle, en plus des bases de données biographiques existantes, les publications imprimées à numériser doivent également être indexées de manière structurée.

## Institutions impliquées
Les institutions impliquées dans Deutsche Biographie comprennent les Archives fédérales (base de données des legs et archives d'images), les Archives littéraires allemandes de Marbach, le Musée national germanique (base de données d'objets), les Archives photographiques de Marbourg (de) et les Archives de la radio allemande (DRA).